# Chasminodes niveus
Chasminodes niveus là một loài bướm đêm trong họ Noctuidae.